# Parafia św. Teresy Benedykty od Krzyża w Gdańsku
Parafia pw. Świętej Teresy Benedykty od Krzyża (Edyty Stein) w Gdańsku – parafia rzymskokatolicka usytuowana w Gdańsku. Należy do dekanatu Gdańsk-Łostowice, który należy z kolei do archidiecezji gdańskiej. 
Parafia została erygowana 28 lipca 2001 roku.

## Proboszczowie
- 2001–2022: ks. kan. mgr Eugeniusz Stelmach[2]
- od 25 marca 2022: ks. kan. mgr Tyberiusz Kroplewski[3][4]